# Thaicom 4
Thaicom 4 (IPSTAR) — таиландский телекоммуникационный спутник, принадлежащий спутниковому оператору Shin Satellite (ранее Shinawatra Satellite), предназначен для оказания услуг высокоскоростного доступа в Интернет в Азиатско-Тихоокеанском регионе. 
Спутник был выведен на орбиту 11 августа 2005 года с помощью ракеты-носителя Ариан 5GS с космодрома Куру во Французской Гвиане; данный старт стал первым для Ариан 5 в модификации 5GS. 
Спутник был изготовлен компанией Space Systems/Loral на базе платформы LS-1300SX за 400 млн долл.
Полезная нагрузка состоит из 84 транспондеров Ku-диапазона (14/11 ГГц) и 18 транспондеров Ka-диапазона (30/20 ГГц).
На момент запуска Thaicom 4 был самым тяжёлым коммерческим спутником связи, из запущенных на геопереходную орбиту.